# Charles Grad

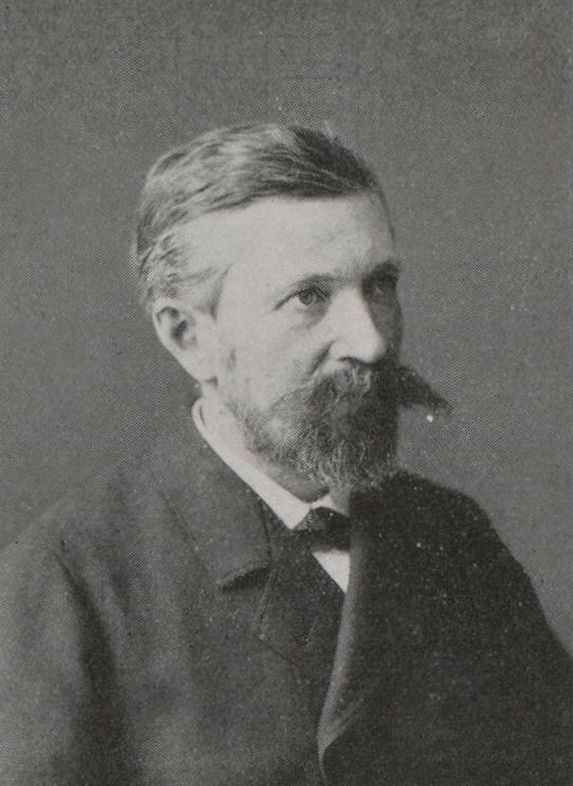
Charles Grad

Charles Grad (* 8. Dezember 1842 in Turckheim (Elsass); † 3. Juli 1890 in Wintzenheim-Logelbach) war ein elsässischer Politiker.

## Leben
Charles Grad besuchte das Gymnasium in Colmar, dann die École des Mines de Paris, machte 1870 bis 1872 ausgedehnte Reisen in Algerien und den übrigen Mittelmeerländern sowie in Mitteleuropa zwecks naturwissenschaftlicher und nationalökonomischer Studien. Ab 1861 war er Privatsekretär des Geschäftsführers der Textilfabrik Établissements Herzog, einer großen Baumwollspinnerei in Logelbach. Nachdem das Elsass als Folge des Deutsch-Französischen Krieges 1871 deutsch geworden war, zog er ins benachbarte Belfort und wurde zunächst Professor an der Faculté des Sciences der Universität Nancy.
1873 ging er wieder zu Herzog und wurde 1876 Mitglied des Verwaltungsrates. 1877 wurde er in Colmar zum Reichstagsabgeordneten gewählt und schloss sich den Elsässer Protestlern an; 1879 wirkte er mit großem Eifer für den Schutzzolltarif und wusste auch im Interesse der von ihm vertretenen Industrie eine Erhöhung des Schutzzolls für Baumwollgarne durchzusetzen. Grad gehörte bis zu seinem Tode 1890 dem Reichstag an.
Außer zahlreichen Abhandlungen über Geologie in den Verhandlungen der Académie des sciences in Paris, über Volkswirtschaft im Économiste français, über Finanzen und Verwaltung des Elsass in elsässischen Zeitschriften veröffentlichte er zahlreiche Schriften über die Geographie des Elsass.

## Werke (Auswahl)
- L'Australie intérieure: explorations et voyages à travers le continent australien de 1860 à 1862. Arthus-Bertrand, Challamel, Paris 1864.
- Le foyer alsacien. Légendes et traditions populaires. – Un casque de fer. Strasbourg 1864.
- Esquisse physique des iles Spitzbergen et du pôle arctique. Challamel, Paris 1866.
- Essai sur l'hydrologie du bassin de l'Ill. Bader L. L, Mulhouse 1867.
- Essais sur le climat de l'Alsace et des Vosges. E. Perrin, Mulhouse 1870.
- Rapport sur les recherches de M. Gérard sur la faune historique des mammifères sauvages de l'Alsace. Présenté à la Société d'Histoire naturelle de Colmar. Decker, Colmar 1872.
- L'Alsace, sa situation et ses ressources au moment de l'annexion. C. Delagrave, Paris 1872.
- Description des formations glacières de la chaîne des Vosges. 1872.
- Mémoire sur les lacs et les tourbières des Vosges. Gley E, Epinal 1871.
- Wiener Weltausstellung. Bericht ueber die Industrie des Elsasses. Colmar 1873.
- Exposition universelle de Vienne. Notice sur l'industrie et le commerce de l'Alsace. Strasbourg 1873.
- Coup d'oeil sur l'exploitation des chemins de fer de l'Alsace-Lorraine. 1874.
- Etudes historiques sur les naturalistes de l'Alsace. 1874.
- Die Weinsteuer-Gesetzgebung. Bericht an den internationalen Weinbau-Kongress zu Colmar. Strassburg 1875.
- De l'Influence de l'ablation sur la débâcle des mers polaires. impr. de E. Martinet, Paris 1875.
- Etude sur les cours d'eau de l'Alsace, leurs débordements et leur régularisation. Jung J.-B, Colmar 1876.
- Considérations sur les finances et l'administration de l'Alsace-Lorraine sous le régime allemand. Paris, Strasbourg und Mulhouse 1877.
- Établissements cotonniers du Logelbach filature et tissage. Colmar 1878.
- Les forêts de l'Alsace et leur exploitation. Colmar 1877.
- Heimathskunde, Schilderungen aus Elsass über Land und Leute. Vve J. B. Jung, Colmar 1878.
- Etudes statistiques sur l'industrie de l'Alsace. I. Monographies industrielles. II. Institutions industrielles. Questions ouvrières. Colmar 1879, 1880.
- Les Assurances ouvrières en Allemagne: caisses de malades, assurances contre les accidents. Veuve Bader, Mulhouse 1882.
- Lettres d'un simple bourgeois sur la politique en Alsace-Lorraine. (1882)
- Etudes historiques sur les naturalistes de l'Alsace: Guillaume Philippe Schimper, sa vie et ses travaux. 1808–1880. Notice lue à la Société d'histoire naturelle de Colmar. Decker C, Colmar 1880.
- Politik und Finanzen in Elsass-Lothringen. Rede gehalten im Landesausschuss von Elsass-Lothringen (Sitzung vom 18. Januar 1883). (Aus Comarer Ditsch uebersetzt). Strassburg 1883.
- La révision du cadastre et la péréquation de l'impôt foncier. Rapport fait au Landesausschuss d'Alsace-Lorraine. Bader, Mulhouse 1884.
- Le Peuple allemand, ses forces et ses ressources. Hachette, Paris 1888.
- L'Alsace, le pays et ses habitants. Hachette, Paris 1889; Neudruck: Contades, Strasbourg 1983. ISBN 2-903255-02-8
- Billich, André, éditeur scientifique: Correspondance : textes inédits. Société d'histoire et d'archéologie Wickram de Turckheim, 1989.